# Autozam AZ-1
馬自達Autozam AZ-1（日語：マツダ・オートザムAZ-1）是1992年至1995年之間日本馬自達汽車公司採多品牌與銷售管道策略下的產物，由鈴木公司貼牌生產，掛上副品牌「Autozam」發售的輕型雙人座轎跑車。

## 背景
Autozam AZ-1於1992年推出，由於當時日本泡沫經濟已經破裂，開始進入「平成大蕭條」時期，一般民眾普遍手頭拮据，於是各車廠紛紛開發外觀帥氣又兼具駕駛樂趣的平價車款以吸引消費者目光。Autozam AZ-1是馬自達委託鈴木公司代工並貼上「Autozam」標誌發售的雙門二人座輕型轎跑車，其雙生車款是後者於1993年發售的鈴木Cara。Autozam AZ-1與同時期發售的本田Beat、鈴木Cappuccino等被消費者截取車名字首，合稱為「平成ABC」。

## 歷史和概要
1989年 - 馬自達在東京國際車展上展出名為AZ550的輕型概念車，區分成Type A、B、C三款：
1. Type A：車身為紅色，鷗翼式上掀車門與後輪拱上的魚鰓式散熱板為其特色。
2. Type B：車身為黑色，外觀比較保守，將賽車式儀表板融入內裝。
3. Type C：車身為白色，受到當時馬自達派出767參加利曼24小時耐力賽的影響，Type C款式的外觀被設計成C組賽車的風格。

其中具有鷗翼式上掀車門的Type A受到全場最吸睛的注目焦點；加上1990年元月日本頒布新的輕型車法規，放寬排氣量由550c.c.提升至660c.c.；而且市場上本田Beat與鈴木Cappuccino兩款輕型敞篷車熱賣，於是馬自達決定以Type A概念車為基礎製作量產車，找上日本輕型車霸主鈴木OEM代工。
1991年 - 該年的東京國際車展上，Autozam AZ-1正式亮相。
1992年 - 10月5日AZ-1正式發售，採用中置後驅的布局，動力心臟為657c.c.直列三缸DOHC F6A型渦輪增壓引擎，最大馬力在渦輪增壓附中冷器的輔助下可達64匹/ 6,500rpm，以及85.3牛米 / 4,000rpm的峰值扭矩，搭配五速手排變速箱，可創造出18.7km/L的平均油耗表現。由於車重僅有720kg，使得其加速性佔有極大優勢；且重心是同級競品「平成ABC」中最低，離地矩也是當時日本車壇中最低。
此外，AZ-1最受人矚目的就是鷗翼式上掀車門，加上嶄新的單廂車體設計與輕量化的FRP玻璃纖維外殼。由於車窗延伸至車頂的特殊設計，車窗無法開啟，馬自達特別在大面積車窗上開了一扇手動小窗，以方便駕駛人通過高速公路收費站時取票之用。
但是，這款車最大的致命傷就是難以駕馭。根據日本知名車手國澤光宏表示，在賽道上油門全開且高速過彎時，後輪竟然會抬起來，且車身呈現45度角的傾斜。另外其模糊的路感也令車手捉摸不定，因此算是難以駕馭的車款。。再者，這款車車窗延伸至車頂的特殊設計也不夠安全。根據日本民主黨議員長妻昭曾發表一篇「各車種死亡率排名」（（日語）車種別死亡率ランキング），Autozam AZ-1在所有輕型車中排名第一位，造成其銷售成績下滑。此外該車款的定價也有問題：它雖然比同牌的Eunos Roadster便宜一點，卻比同級的鈴木Cappuccino貴，甚至比本田Beat貴了一成。至1995年停產為止，總生產數量為4,392輛。

## 特別仕樣車
Autozam AZ-1在銷售期間曾推出四款特别車型：
- Type L：可加價選購低音揚聲器，其他配備無異。
- Mazdaspeed版：裝配了Mazdaspeed設計的空力套件。
- M2 1015：「M2」是馬自達旗下於1991年至1995年間存在的一個子公司，專門負責商品開發與事業目的。他們重新將Autozam AZ-1包裝銷售，並限量1,015輛，吸引有錢的買家上門，半個月內就銷售一空。
- Scorpione（（日語）スコルピオーネ）：這是一套由Saburo Japan公司（（日語）サブロー・ジャパン）發售的空力套件，交由享譽國際的義大利賓尼法利納工作室設計，沒有正式名稱，但被車迷暱稱為Scorpione（（日語）スコルピオーネ），僅發售5套而已。

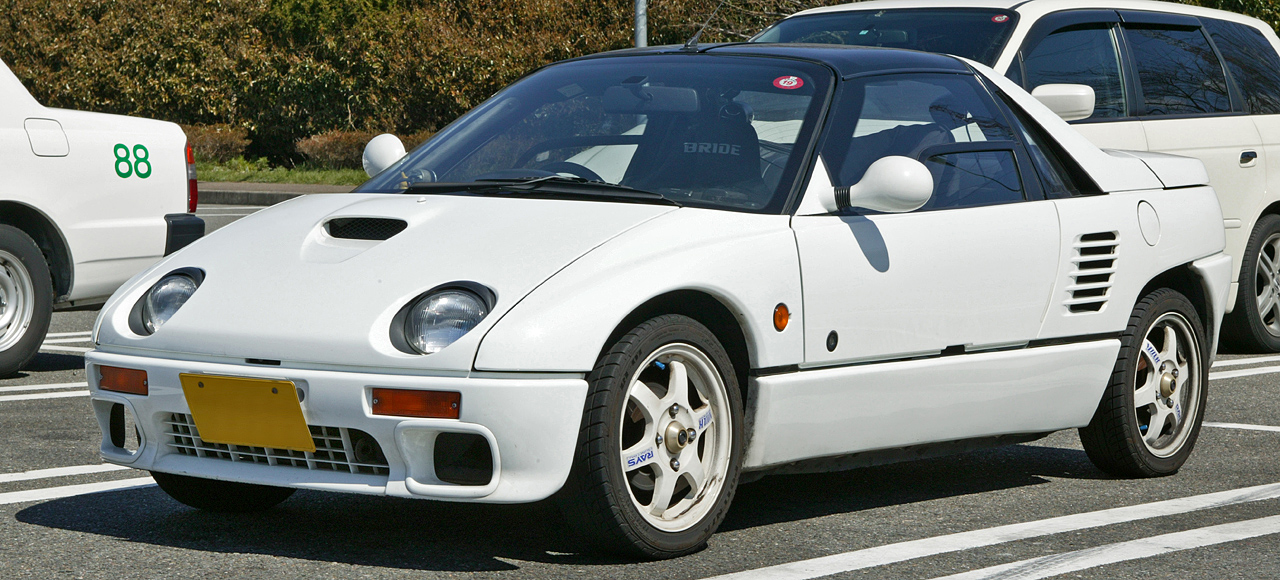
AZ-1車頭
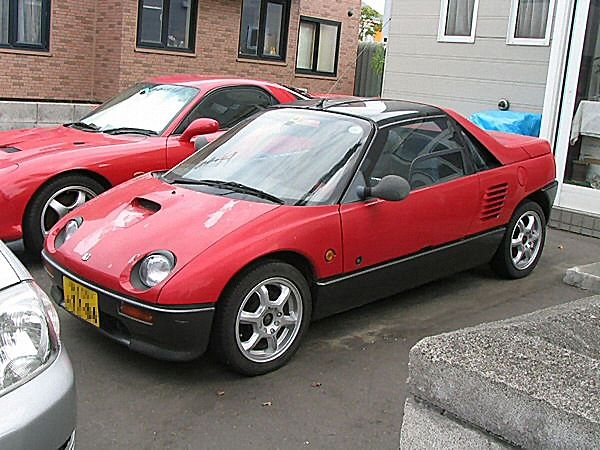
AZ-1車頭
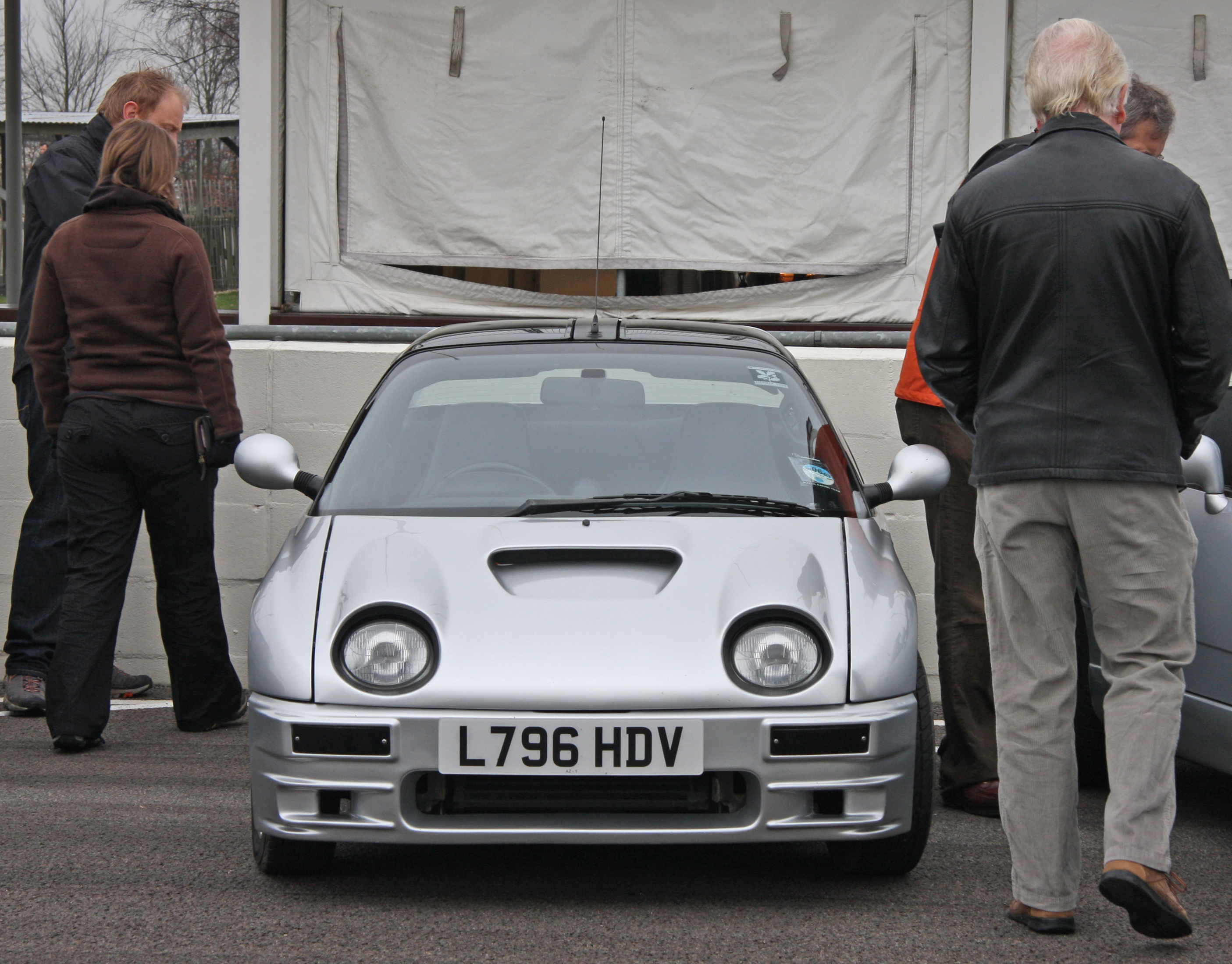
車展上的AZ-1
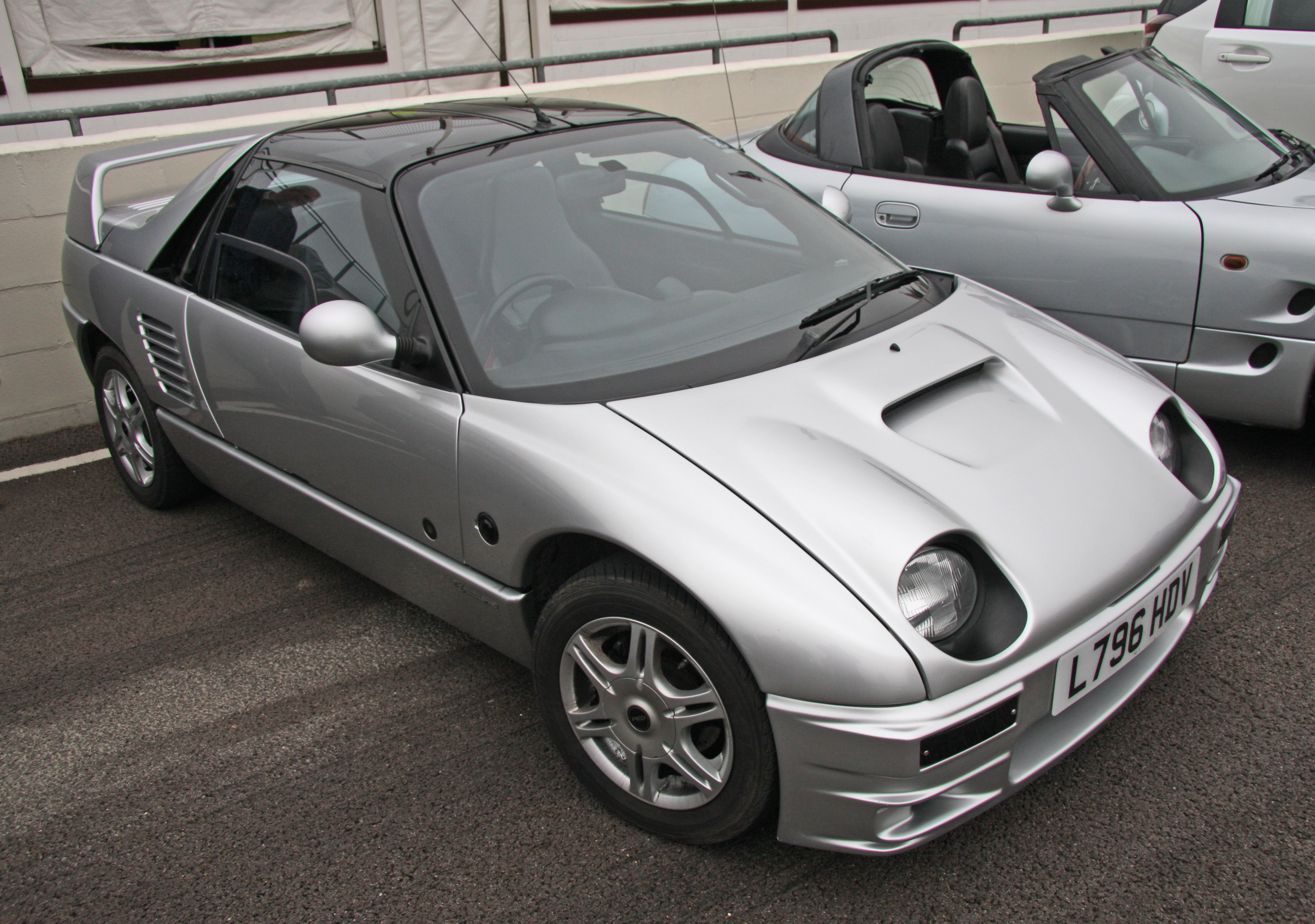
車展上的AZ-1

## 外部連結
- （日語）GAZOO：新車ワンオーナー！ともに歩んで早30年。1993年式マツダ オートザムAZ-1(PG6SA型)